# Reikosiella arboris
Reikosiella arboris is een vliesvleugelig insect uit de familie Eupelmidae. De wetenschappelijke naam is voor het eerst geldig gepubliceerd in 1921 door Girault.